# マリオ・チェルヴィ
マリオ・チェルヴィ(イタリア語:Mario Cervi、1921年3月25日 - 2015年11月17日)は、イタリアの随筆家、ジャーナリスト。

## 生涯
イタリア北西部・ロンバルディア州のクレーマに生まれ、1945年に新聞「コリエーレ・デラ・セラ」の外国人記者として協力し、ジャーナリストとしてのキャリアをスタートさせた。1965年、第二次世界大戦でのギリシャでの歩兵将校としての経験をもとにした『Storia della guerra di Grecia（ギリシャ戦争史）』で作家デビューした。約30年の協力関係を経て、1974年にコリエレ・デラ・セラ紙を離れ、インドロ・モンタネッリと共同で「イル・ジョルナーレ」を創刊し、コラムニスト、副編集長を務めた。
モンタネッリと共に、約20年間にわたり「Storia d'Italia」全13巻と歴史エッセイ「Milano ventesimo secolo」を共同執筆した。1994年、モンタネッリの後を継いで、短命に終わった新聞「ラ・ヴォーチェ」を創刊した後、セルヴィは新聞「ラ・ナツィオーネ」に協力し、1997年にはヴィットリオ・フェルトリ(Vittorio Feltri)の後を継いで「イル・ジョルナーレ」の編集長に就任した。2001年に新聞社を退社したが、没時までコラムニストとしての活動は続けた。エッセイストとしての活動も続けており、晩年の2007年には、ニコラ・ポーロ(Nicola Porro)と共著『Sprecopoli』を出した。

## 関連リンク
- Articles written on il Giornale (イタリア語)

| メディア                      | メディア                               | メディア                        |
| ----------------------------- | -------------------------------------- | ------------------------------- |
| 先代 ヴィットリオ・フェルトリ | イル・ジョルナーレ編集長 1997年–2001年 | 次代 マウリツィオ・ベルピエトロ |